# ICHIKO
ICHIKO（イチコ、1970年2月16日 - ）は、日本の女性シンガーソングライター、スタジオ・ミュージシャン。

## 概要
歌手としての活動はライブやレコーディングなどでのコーラスが主で、自身の歌唱・楽曲提供ではアニメソングを中心に活動している。
身長：158cm
趣味：ガーデニング・ヨガ・韓国語

## 作品

### シングル
| 枚 | 発売日         | タイトル                 | タイアップ                                                                    | 規格品番                                |
| -- | -------------- | ------------------------ | ----------------------------------------------------------------------------- | --------------------------------------- |
| 1  | 2003年11月19日 | 恋のマホウ               | テレビアニメ『まぶらほ』オープニング主題歌                                    | SCDC-00311                              |
| 2  | 2006年7月26日  | First kiss               | テレビアニメ『ゼロの使い魔』オープニング主題歌                                | KDCM-0072                               |
| 3  | 2007年6月20日  | 小さな僕らの大きなハート | テレビアニメ『古代王者 恐竜キング Dキッズ・アドベンチャー』オープニング主題歌 | HMCH-2023                               |
| 4  | 2007年7月25日  | I SAY YES                | テレビアニメ『ゼロの使い魔 〜双月の騎士〜』オープニング主題歌                 | SCDC-00578                              |
| 5  | 2008年7月23日  | YOU'RE THE ONE           | テレビアニメ『ゼロの使い魔 〜三美姫の輪舞〜』オープニング主題歌               | COCC-16161                              |
| 6  | 2012年2月1日   | I'LL BE THERE FOR YOU    | テレビアニメ『ゼロの使い魔F』オープニング主題歌                               | COZC-634（初回盤） COCC-16542（通常盤） |

### アルバム

#### オリジナルアルバム
| 枚 | 発売日        | タイトル | 規格品番  |
| -- | ------------- | -------- | --------- |
| 1  | 2007年3月21日 | RISE     | HMCH-2019 |

#### ベストアルバム
| 枚 | 発売日       | タイトル            | 規格品番   |
| -- | ------------ | ------------------- | ---------- |
| 1  | 2009年2月4日 | ICHIKO THE BEST-ONE | COCX-35374 |

### オムニバス
- まぶらほ The Greatest Hits!
  - 2004年11月17日発売（サイトロン・デジタルコンテンツ）
    - Silent Snow
    - 作詞・作曲：ICHIKO / 編曲：GAKU
    - テレビアニメ『まぶらほ』イメージソング

## 歌唱
- HONDA
  - ASIMOと歩こう ～ASIMO体操～
- MAZDA
  - FREEDAM

## 提供
- 愛鈴
  - 海物語（作曲）
- 神城凛（猪口有佳）
  - Trance Beans（作詞・作曲）
- HONEY SAC
  - LOVE（作詞）
- 葵学園3人娘（生天目仁美・松岡由貴・猪口有佳）
  - 空へ（作詞・作曲）
- 三島塔子（川澄綾子）・三島燐子（真堂圭）
  - 鼓動（作詞・作曲）

## 出演

### ラジオ
- ゼロの使い魔 on the radio 〜トリステイン魔法学院へようこそ〜（第9回 / 第28回 / 第49回）
- 今日は一日“アニソン”三昧SS（セカンド・ステージ）